# Antonio Prieto Martín
Antonio Prieto Martín   (Àguiles, 23 de setembre de 1929 - Madrid, 23 de novembre de 2021) va ser un escriptor i filòleg espanyol. Va destacar per la seva obra novel·lística i d'assaig. Com a narrador, Antonio Prieto s'enquadra en la Generació del 50, formant part del corrent que va ser cridada realisme metafísic, realisme transcendent o novel·la existencial. També ha estat considerat un autor simbolista o metafòric: "ha mostrat decidida preferència pels relats simbòlics". Com a assagista i en la vida acadèmica va destacar pels estudis sobre la literatura del Renaixement italià i del segle xvi.

## Biografia
El seu pare, Luis Prieto Jiménez, diputat socialista, mor en accident de trànsit durant la Guerra Civil Espanyola, fet que obliga a la seva mare al trasllat de la família a Almeria (on alguns autors situen el seu naixement erròniament).
Com a estudiant universitari, es trasllada a Madrid, on inicia estudis de Medicina, llicenciant-se posteriorment en Filosofia i Lletres per la Universitat de Madrid. Després de ser professor de les universitats de Pisa i Màlaga, torna a Madrid, on, després de diverses places de professor adjunt, accedeix a la càtedra de Literatura Espanyola de la Universitat Complutense de Madrid, en l'especialitat de poesia i prosa del segle xvi, càrrec en el qual es manté fins a la seva jubilació.
Al llarg de la seva vida acadèmica i literària va escriure diferents assaigs i novel·les, i va ser responsable de diferents projectes editorials.
Amb la seva primera novel·la, "Tres pisadas de hombre" (1955), va rebre el Premi Planeta, abandonant en aquest moment la seva carrera de Medicina per dedicar-se definitivament a les lletres.
En la seva labor acadèmica va destacar com un dels principals especialistes en el Renaixement italià així com pels seus estudis sobre literatura del segle xvi.
Ja jubilat com a professor, va ser vocal del Patronat de la Fundació José Manuel Lara i membre del seu Consell Cultural. Va seguir escrivint i impartint conferències fins a la seva mort.

## Trets generals de la seva narrativa
Les novel·les d'Antonio Prieto consisteixen amb freqüència en una meditació entorn de l'amor, el temps i la memòria, a càrrec d'un protagonista narrador més aviat passiu i fatalista. L'amor és la vivència més important que un pot experimentar, i morir havent estimat és preferible a una immortalitat sense amor, com es posa de manifest a Secretum. Però aquest amor té a veure sobretot amb el sentiment i poc amb la voluntat, de manera que pot acabar-se tan inopinadament com va començar. La enfermedad del amor, Dolabella o La metáfora inacabada ens parlen d'amors que van perir però que són recuperables a través de la memòria, una facultat que apareix exaltada en aquestes novel·les i sobretot en Una y todas las guerras, protagonitzada per un personatge a qui ha estat concedit el do de la immortalitat.
El temps (relacionat amb la memòria) és també protagonista en les novel·les de Prieto. Amb molta freqüència els protagonistes es mouen entre diferents èpoques o es barregen en la seva vida personatges i fenòmens de diversos moments de la història, com succeeix amb l'heroi de Carta sin tiempo o el de Secretum. Tot això pot obeir al desig de representar la història de la humanitat com una repetició de constants (amor, guerra, art), però també té de vegades intencions humorístiques, com en La desatada historia del caballero Palmaverde, un relat a l'estil de Álvaro Cunqueiro, on el filòleg Martí de Riquer apareix citat per uns trobadors.
El culturalisme ("asfixiant", segons algun crític) és un altre tret de la seva narrativa, sobretot a partir de El embajador. Alguns títols són homenatges a figures del món clàssic o renaixentista, com el citat (el protagonista del qual és Diego Hurtado de Mendoza), El ciego de Quíos (sobre Homer) o Libro de Boscán y Garcilaso. Però a més les referències a aquests períodes històrics són constants i molts dels seus personatges s'inspiren en altres reals o mitològics.
Al costat de tot això, hi ha trets aïllats de crítica social, i com tal pot considerar-se la novel·la Pròleg a una mort, de les més atípiques de la seva producció, consistent en el monòleg d'un cínic home fet a si mateix. Buenas noches, Argüelles, per la seva banda, suposa l'única incursió de l'autor en el neorealisme de moda en l'època.
La prosa de Prieto és elegant, plena de reminiscències clàssiques, i d'un intens lirisme que propendeix a la malenconia, ja sigui amb diàlegs o amb meditacions del propi narrador.

## Obres

### Assaig[2][5]
- Coherencia y relevancia textual (de Berceo a Baroja) (1980)
- Ensayo semiológico de sistemas literarios
- Morfología de la novela (1975)
- La poesía del siglo XVI
- La prosa del siglo XVI
- Introducción, estudios y notas a los cuatro primeros volúmenes de Maestros Italianos
- Teoría e interpretación de la literatura comparada
- Los caminos actuales de la crítica (1969)
- Estudios de la literatura europea
- Garcilaso de la Vega (1975)

### Narració[7]
- Tres pisadas de hombre (1955) (Premi Planeta 1955)
- Buenas noches, Argüelles (1956)
- Vuelve atrás, Lázaro (1958)
- Encuentro con Ilitia (1961)
- Prólogo a una muerte (1965)
- Elegía por una esperanza (1972)
- Secretum (1972)
- La desatada historia del caballero Palmaverde (1991)
- La enfermedad del amor (1993)
- La plaza de la memoria (Premi Andalucía de Novela 1995)
- El ciego de Quíos (1996)
- Isla Blanca (Premi Andalucía de la Crítica 1998)
- Una y todas las guerras (Premi Andalucía de la Crítica 2006)
- El manuscrito sellado (2010)
- La cabra de Diógenes (2011)